# زولتان وارگا
زولتان وارگا (مجاری: Zoltán Varga; ۱ ژانویهٔ ۱۹۴۵ – ۹ آوریل ۲۰۱۰) بازیکن فوتبال اهل مجارستان بود.
از باشگاه‌هایی که در آن بازی کرده‌است می‌توان به باشگاه فوتبال فرنتس‌واروش، باشگاه فوتبال بروسیا دورتموند، باشگاه فوتبال آگسبورگ، باشگاه فوتبال استاندارد لیژ، باشگاه فوتبال خنت، باشگاه فوتبال آبردین، باشگاه فوتبال آژاکس آمستردام، و باشگاه فوتبال هرتابرلین اشاره کرد.
وی به‌همراه تیم ملی فوتبال مجارستان در بازی‌های المپیک تابستانی ۱۹۶۴ به مقام قهرمانی دست پیدا کرده‌است.